# Schiffssetzung im Konabbe Skov

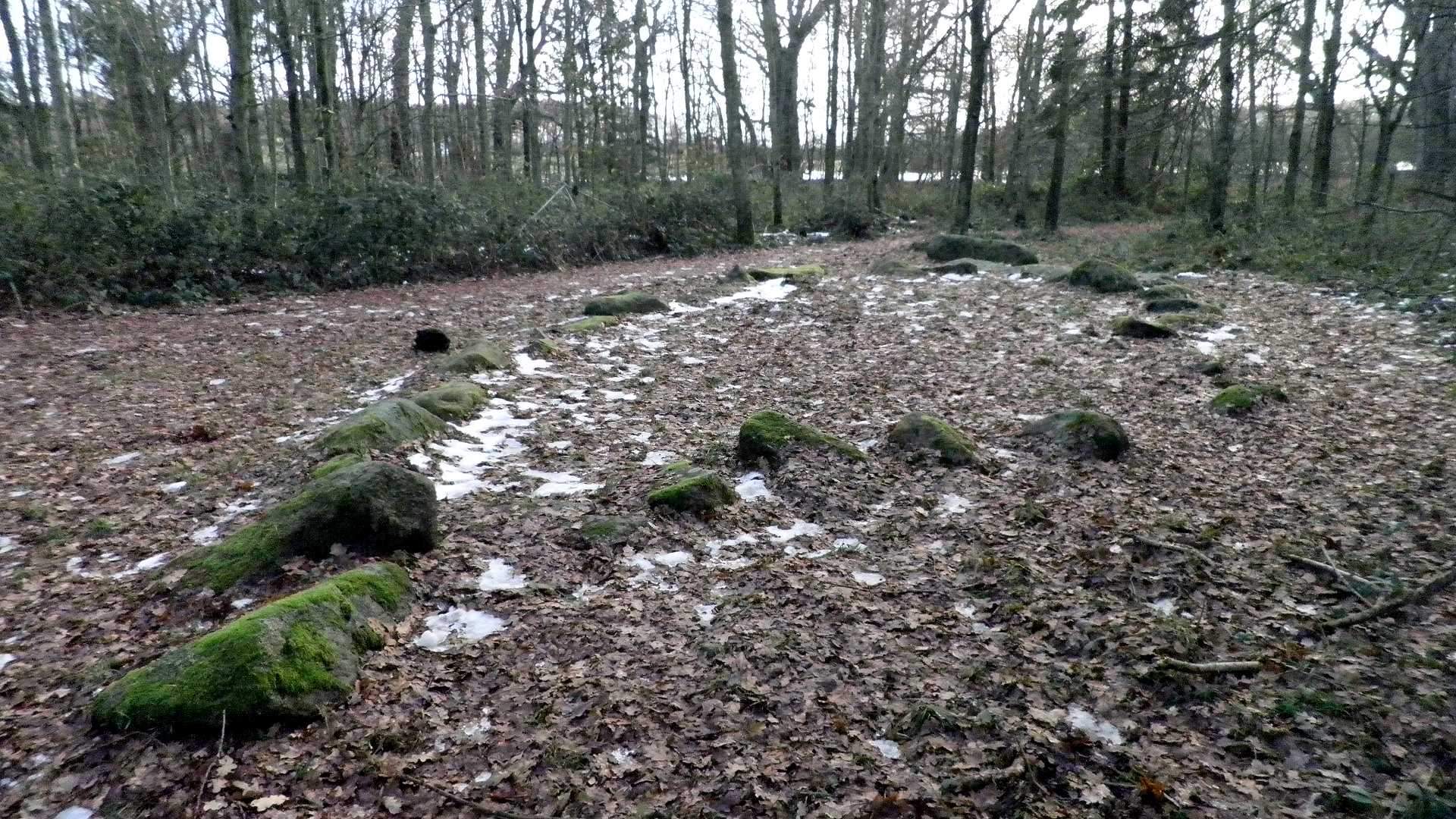
Schiffssetzung im Konabbe Skov

Die Schiffssetzung im Konabbe Skov (auch Konappe Skov) liegt im Wald zwischen Lindelse und Humble unweit des Hofes Kaagård im Dorf Hennetved auf der dänischen Insel Langeland. Im südwestlich des Hofes gelegenen Wald von Konabbe führt ein Waldweg nach Südwesten, später nach Süden. Die Schiffssetzung liegt nahe dem Waldrand beim Hügel Ellensbjerg, etwa 100 östlich des Waldweges. 
Die Nordwest-Südost orientierte Schiffssetzung (dänisch skibssætning) von Konabbe besteht aus kleinen Steinen, die nur wenig aus dem Waldboden ragen. Sie ist etwa 13 Meter lang und fünf Meter breit. Vor dem Südende lag ein (wieder aufgerichteter) größerer, umgestürzter Stein – vermutlich der Stevenstein – der oft größer als die übrigen ist. Bei einem der Steine nahe dem Südende ist ein Halbkreis eingeschlagen, ein Indiz dafür, dass der Versuch aufgegeben wurde den Stein zu spalten. 
Schiffssetzungen enthalten in der Regel Brandgräber aus der späten Eisen- oder der Wikingerzeit. Hier wurden keine Ausgrabungen vorgenommen. 